# میرزا احمد کاشانی
میرزا احمد کاشانی (۱۲۲۹-؟)، متخلص به صبور، شاعر دوره قاجار (سده سیزدهم هجری قمری) است.

## زندگی
میرزا احمد کاشانی، فرزند محمدعلی پسر آقامحمد دنبلی ضرابی (بزرگ خاندان ضرابی) و برادرزاده فتحعلی خان صبا، در کاشان متولد شد و نزد پدر و عموی خویش تربیت یافت و از آنان شاعری آموخت. او از شاعران عهد فتح علی شاه و از ندیمان دربار وی بود که بعد از استقرار عباس میرزا در آذربایجان، از دارالخلافه به آنجا رفت و نزد وی مقام و منزلت پیدا کرد و از منشیان خاص او شد.
در سال ۱۲۲۸ ه‍.ق در جنگ ایران و روس در ارکوان طالش سردار کل لشکر عباس میرزا نایب السلطنه ایران بود و در همین جنگ به دلیل شکست سپاه ایران از سپاه روسیه کشته شد و در همان طالش به خاک سپرده شد.
از خاندان صبا خانواده‌های چندی به جای ماند که همه فضلا و شعرا و بزرگانند مانند فروغ، عندلیب (نوه فتحعلی خان صبا)، محمودخان، میرزا احمد صبور، خجسته و گروهی دیگر از فضلا که هم‌اکنون در قید حیاتند و این خاندان را می‌توان اولین خاندان بزرگ ادبی ایران شمرد که سلسله نسب آنان ازعهد قدیم تا امروز به هم پیوسته و دارای ریاست و جلالت و بزرگی و هنراند.

## سبک شعر
صبور از شاعران دوره سبک بازگشت است و مانند دیگر بازگشتی‌ها در قصیده بیشتر پیرو سنایی، انوری و به ویژه فرخی است و در غزل پیرو سعدی و حافظ. قصیده‌های او بیشتر مدح و ستایش است، هم ستایش پیشوایان دین و هم ستایش درباریان قاجار به ویژه فتح علی شاه، غزل‌های او نیز بیشتر عاشقانه است با چاشنی‌هایی از عرفان و غیره.
قطعه‌های بسیاری نیز دارد که به ویژه از نظر تاریخی و اجتماعی قابل توجه‌اند. روی‌هم‌رفته به گواهی سروده‌هایش شاعری توانا و چیره‌دست است. از صبور دیوان اشعاری به جا مانده که چهار نسخه خطی از آن موجود است.

## آثار
- دیوان صبور کاشانی